# NGC 5102
NGC 5102 is een elliptisch sterrenstelsel in het sterrenbeeld Centaur. Het hemelobject ligt 14 miljoen lichtjaar van de Aarde verwijderd en werd op 21 april 1835 ontdekt door de Britse astronoom John Herschel.

## Iota Centauri
Waarnemers met telescopen, gestationeerd op het zuidelijk halfrond van de Aarde, kunnen het stelsel NGC 5102 vrij gemakkelijk opsporen daar het zich, vanaf ons zonnestelsel gezien, schijnbaar dicht bij de relatief heldere ster Iota Centauri bevindt. Een telescoop zonder volgmechanisme, gericht naar deze ster, toont enkele minuten later het stelsel NGC 5102. Sommige langbelichte closeup foto's van dit stelsel tonen tevens het ietwat storende schijnsel van de ster iota Centauri. Vanuit de Benelux gezien klimt iota Centauri, gedurende het culmineren ervan, tot 2 graden boven de zuidelijke horizon. Deze ster kan, zij het enkel tijdens uitzonderlijk gunstige atmosferische omstandigheden en het ontbreken van storende lichthinder, nog worden waargenomen, maar het stelsel NGC 5102 echter niet. NGC 5102 wordt door Engelstalige amateurastronomen Iota's Ghost genoemd (de geest van Iota Centauri).

## Synoniemen
- ESO 382-50
- MCG -6-29-31
- AM 1319-362
- IRAS 13191-3622
- PGC 46674